# SciTE
SciTE is een broncode-editor die oorspronkelijk werd gebouwd om de mogelijkheden van Scintilla te demonstreren. SciTE is met name bedoeld voor het schrijven van broncode en ondersteunt diverse programmeertalen, bijvoorbeeld door syntaxiskleuring. SciTE zelf is geschreven in C++. De broncode-editor is beschikbaar voor Windows en Linux.
SciTE werd voor het eerst uitgebracht in 1999.